# Whitbourne
Whitbourne es un pueblo canadiense situado en la provincia de Terranova y Labrador.

## Superficie
Whitbourne tiene una superficie de 21,51 km².

## Demografía
En 2021, tenía 955 habitantes, una densidad poblacional de 44,4 hab./km², y 584 viviendas.